# Physemops nemorosus
Physemops nemorosus är en tvåvingeart som först beskrevs av Cresson 1914.  Physemops nemorosus ingår i släktet Physemops och familjen vattenflugor. Inga underarter finns listade i Catalogue of Life.